# La vendedora de camarones
La vendedora de camarones (en inglés, The Shrimp Girl), es uno de los cuadros más conocidos del pintor británico William Hogarth. Está realizado en óleo sobre lienzo. Mide 63,5 cm de alto y 52,5 cm de ancho. Fue pintado entre 1740 y 1745, encontrándose actualmente en la National Gallery de Londres, Reino Unido. A veces es citada como La vendedora de quisquillas, según la traducción que se dé al término shrimp.
Además de sus ciclos narrativos sobre costumbres de la época, Hogarth destacó como retratista, como puede verse en este, uno de sus mejores retratos, realizado en la parte final de su carrera.
Se trata de una composición improvisada, ágil, en la que con espontaneidad se refleja lo observado por el pintor.